# Argulus foliaceus
Espèce
Synonymes
- Monoculus foliaceus Linnaeus, 1758

Argulus foliaceus est une espèce de crustacés de la famille des Argulidae, les « poux de poissons ». C'est « l'argulidé indigène le plus commun et le plus répandu dans le Paléarctique » et « l'un des crustacés ectoparasites de poissons d'eau douce les plus répandus dans le monde », compte tenu de sa distribution et de sa gamme d'hôtes. Il peut provoquer une argulose grave chez une grande variété d'espèces de poissons. Il est responsable de flambées épizootiques qui ont pu conduire à l'effondrement d'exploitations aquacoles.

## Description

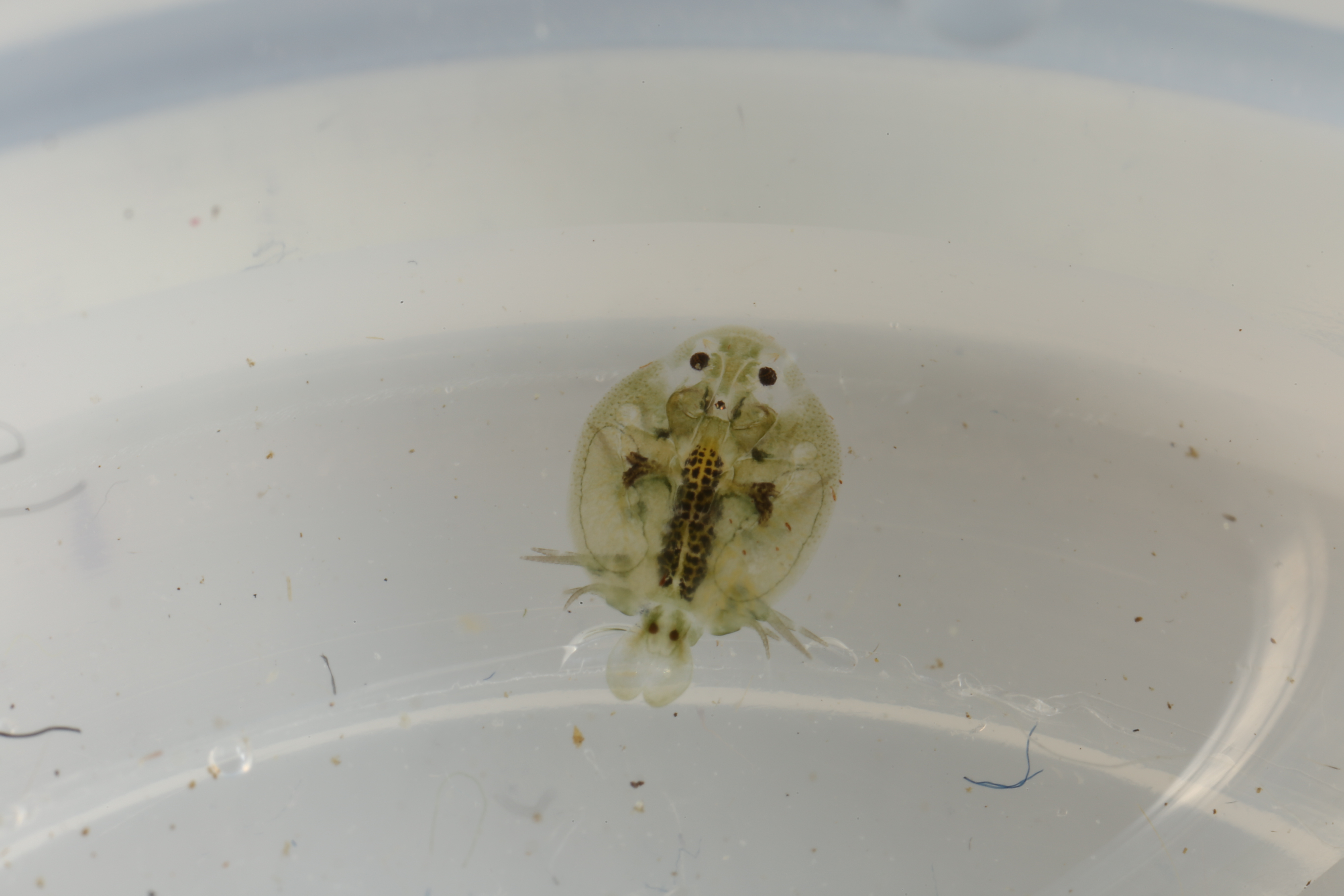
Argulus foliaceus.

C'est un pou de poisson typique du genre Argulus, très plat avec une carapace ovale ou arrondie, deux yeux composés, des pièces buccales suceuses avec un stylet perçant et deux ventouses qu'il utilise pour se fixer à son hôte. Ces « organes suceurs » sont en fait une paire de pièces buccales modifiées. Ses paires d'appendices postérieurs ont des crochets et des épines et sont utilisées pour nager.
A. foliaceus mesure jusqu'à 7 millimètres de long et 5 millimètres de large. La femelle est plus grande que le mâle et possède une paire de spermathèques visible à son extrémité postérieure, dans laquelle le mâle dépose son sperme.

## Cycle biologique
Argulus foliaceus vit dans des environnements marins, saumâtres et d'eau douce. Tous les stades de la vie des deux sexes sont parasitaires. Il s'attache à son hôte, généralement un poisson, grâce à ses ventouses, perce sa peau avec son stylet pointu et se nourrit de son sang. Il peut vivre dans les branchies. Une forte infestation peut provoquer une inflammation de la peau, des plaies hémorragiques ouvertes, une production accrue de mucus, la perte d'écailles et la corrosion des nageoires. Les plaies sont souvent infectées par des bactéries et des champignons, qui dégradent encore les couches de la peau. Le poisson peut devenir anémique.
Pendant qu'il se nourrit, le pou injecte également des enzymes digestives dans la chair de son hôte. Les poissons infestés peuvent présenter une perte d'appétit et une croissance ralentie, ainsi que des signes comportementaux tels qu'une nage irrégulière et des frottements contre les parois de l'aquarium. Ces dommages et l'infection causent du stress et une augmentation de la mortalité.
Ce pou de poisson est également un vecteur d'agents pathogènes, notamment de bactéries, de flagellés et du virus qui cause la virémie printanière de la carpe (en). C'est un hôte intermédiaire des nématodes de la famille des Skrjabillanidae (en).
Pour localiser son hôte, ce pou du poisson utilise la vision, l'odorat et le toucher. Pendant les heures du jour, il recherche visuellement un hôte, restant généralement immobile en embuscade. Il est plus actif quand il fait noir, nageant pour rencontrer un hôte. Il sent l'odeur du poisson et le mouvement de l'eau autour de lui. Sa recherche est aussi plus active quand il ne s'est pas nourri depuis plus de 24 heures.
Au cours du cycle de reproduction, les poux de poisson mâles et femelles s'accouplent sur le corps de l'hôte, dont la femelle se détache à intervalles de quelques jours pour nager jusqu'au substrat pour pondre des œufs. Elle préfère les substrats durs et ses œufs peuvent être ramassés en lui fournissant une planche en bois pour pondre. Elle pond plus le jour que la nuit.
La larve d’A. foliaceus passe par deux stades principaux. Juste après son éclosion, elle a été qualifiée de « metanauplius », comme le nauplius de nombreux autres crustacés, mais elle a un appareil natatoire plus développé, peut-être même trop développé pour qu'elle puisse vraiment être appelée nauplius. Cette larve nouvellement éclose peut parasiter un hôte en s'y attachant avec ses antennes crochues, car elle n'a pas de ventouses. Une autre fonction de ses antennes à crochets est un comportement de toilettage, dans lequel elle fait glisser les antennes à travers les soies de ses pattes nageuses pour en déloger les débris. Au deuxième stade principal, après sa première mue, elle est simplement appelée « juvénile », car elle ressemble beaucoup à l'adulte, en plus petit. Elle peut nager aussi efficacement que celui-ci. La larve mue onze fois avant d'atteindre l'âge adulte.

## Hôtes
Ce parasite « a été enregistré sur pratiquement toutes les espèces de poissons d'eau douce dans son aire de répartition naturelle ». Les poissons d'alimentation et de sport et d'autres espèces parasitées d'importance commerciale comprennent des cyprinidés tels que les poissons rouges et les carpes koï, des membres de la famille des Centrarchidae (en Amérique du Nord) et des salmonidés tels que le saumon et la truite. Ses hôtes comprennent aussi la brème bleue (Ballerus ballerus), la brème bordelière (Blicca bjoerkna), l'anguille d'Europe (Anguilla anguilla), le grand brochet (Esox lucius), l'épinoche à trois épines (Gasterosteus aculeatus ), la perche-soleil (Lepomis gibbosus), l'ide mélanote (Leuciscus idus), Planiliza abu (ceb), la perche commune (Perca fluviatilis), le gardon (Rutilus rutilus), le rotengle (Scardinius erythropthalmus), le silure glane (Silurus glanis), le sandre (Sander lucioperca), la tanche (Tinca tinca) et le chinchard (Trachurus trachurus).
Bien qu'il s'agisse d'un parasite généraliste (non spécifique à un taxon donné), il semble préférer les poissons plus grands et plus lourds aux plus petits et certaines espèces à d'autres lorsqu'on lui donne le choix.
Il a également été observé sur des grenouilles et des crapauds.

## Impacts
De fortes infestations des stocks de poissons peuvent entraîner des pertes à grande échelle. Des épidémies majeures dans les pêcheries de truite arc-en-ciel au Royaume-Uni ont entraîné des pertes complètes. L'aquaculture de la carpe en Russie a connu des infestations dans lesquelles les poissons ont été recouverts de « plusieurs centaines » de parasites avant de mourir. Les parasites infestaient 100% des poissons d'un échantillon d'un élevage de carpes en Turquie, avec jusqu'à 1 000 poux de poisson par individu.
A. foliaceus pondra facilement ses œufs sur des objets durs tels que des planches de bois, qui peuvent ensuite être retirés pour réduire la charge d'œufs dans les pêcheries. Un court bain dans une solution de chlorure de sodium peut réduire la charge parasitaire sur un poisson, mais ce traitement doit être fait avec précaution, car une durée trop courte ou une solution trop diluée sont inefficaces, tandis qu'un bain trop long ou trop concentré peuvent nuire au poisson.

## Systématique
Le nom valide complet (avec auteur) de ce taxon est Argulus foliaceus (Linnaeus, 1758).
L'espèce a été initialement classée dans le genre Monoculus sous le protonyme Monoculus foliaceus Linnaeus, 1758.
Argulus foliaceus a pour synonymes :
- Argulus argulus Leach, 1814
- Argulus armiger Müller O.F., 1785
- Argulus charon Müller O.F., 1785
- Argulus delphinus Müller O.F., 1785
- Argulus foliaceaus (Linnaeus, 1758)
- Argulus rothschildi Leigh-Sharpe, 1933
- Argulus viridis Nettovich, 1900
- Monoculus foliaceus Linnaeus, 1758
- Monoculus gyrini Cuvier, 1798
- Ozolus gasterostei Latreille, 1802